# Norbert Valis
Norbert Valis (Lucerna, 19 maggio 1971) è un ex cestista e allenatore di pallacanestro svizzero.

## Palmarès
- Campione Ivy League NCAA (1991, 1992)
- Campione di Svizzera (1995, 1999, 2000, 2001)
- Coppa di Svizzera (1995, 1996, 2001)